# 吕维尼
吕维尼（法語：Ruvigny，法語發音：[ʁyviɲi]）是法国奥布省的一个市镇，位于该省中部，属于特鲁瓦区和特鲁瓦香槟都会城市圈公共社区，其市镇面积为4.15平方公里，2022年1月1日时人口数量为502人。
吕维尼是特鲁瓦香槟都会城市圈公共社区的组成部分，位于特鲁瓦市区以东大约5公里。

## 行政
吕维尼的邮政编码为10410，INSEE市镇编码为10332。

## 地理
吕维尼（48°16'22"N, 4°11'2"E）位于法国中北部偏东，大东部大区西南部和奥布省中部。
与吕维尼接壤的市镇包括：库尔特朗日、蒙托兰、鲁伊圣卢、圣帕尔欧泰特尔、泰讷利耶尔。
吕维尼属于塞纳河流域，境内地势平坦。
按照柯本气候分类法，吕维尼属于温带海洋性气候，全年温差较小，降水分布均匀。

## 历史
吕维尼历史上长期为一普通村落，法国大革命后设立市镇。

## 交通
奥布省省道D619线经过境内北部，省道D161线则经过吕维尼镇中心。
特鲁瓦公交定制线路经过吕维尼。

## 政治
现任吕维尼市长为达尼埃尔·布瓦许先生（Daniel Boichut）。

## 人口
| 年份   | 1936 | 1946 | 1954 | 1962 | 1968 | 1975 | 1982 | 1990 | 1999 | 2004 | 2009 | 2014 | 2017 |
| ------ | ---- | ---- | ---- | ---- | ---- | ---- | ---- | ---- | ---- | ---- | ---- | ---- | ---- |
| 人口數 | 116  | 87   | 111  | 136  | 118  | 160  | 277  | 361  | 383  | 397  | 447  | 489  | 494  |